# Equações de Maxwell
As equações de Maxwell são um grupo de equações diferenciais parciais que, juntamente com a lei da força de Lorentz, compõem a base do eletromagnetismo clássico no qual está embebida toda a óptica clássica. O desenvolvimento das equações de Maxwell, e o entendimento do eletromagnetismo, contribuíram significativamente para toda uma revolução tecnológica iniciada no final do século XIX e continuada durante as décadas seguintes.
As equações de Maxwell podem ser divididas em duas grandes variações. O grupo microscópico das equações de Maxwell utiliza os conceitos de carga total e corrente total, que inclui as cargas e correntes em níveis atômicos, que comumente são difíceis de se calcular. O grupo macroscópico das equações de Maxwell define os dois novos campos auxiliares que podem evitar a necessidade de ter que se conhecer tais cargas e correntes em dimensões atômicas.
As equações de Maxwell são assim chamadas em homenagem ao físico e matemático escocês James Clerk Maxwell, já que podem ser encontradas, sob outras notações matemáticas, em um artigo dividido em quatro partes, intitulado On Physical Lines of Force (Acerca das linhas físicas de força), que Maxwell publicou entre 1861 e 1862. A forma matemática da lei da força de Lorentz também está presente neste artigo.
Torna-se útil, geralmente, escrever as equações de Maxwell em outras formas matemáticas. Estas representações matemáticas, ainda que possam ser completamente diferentes uma das outras, descrevem basicamente os mesmos fenômenos físicos e ainda são chamadas de "equações de Maxwell". Uma formulação em termos de tensores covariantes de campo é usada na relatividade restrita, por exemplo. Dentro da mecânica quântica, é preferida uma versão baseada em potenciais elétrico e magnético.

## História
As formulações de Maxwell em 1865 estavam em torno de vinte equações de vinte variáveis, que incluíam diversas equações hoje consideradas auxiliares das equações de Maxwell: a lei de Ampère corrigida, uma equação de três componentes; a lei de Gauss para carga, descrita por uma equação; a relação entre densidade de corrente total e de deslocamento, descrita por três equações, a relação entre campo magnético e o vetor potencial, descrita por uma equação de três componentes, que implica a ausência de monopolo magnético; a relação entre campo elétrico e os potenciais escalar e vetorial, descrita por equações de três componentes, que implicam a Lei de Faraday; a relação entre campos elétrico e de deslocamento, descrita por equações de três componentes, a Lei de Ohm, que relaciona intensidade de corrente e campo elétrico, descrita por equações de três componentes; e a equação de continuidade, que relaciona a intensidade de corrente e densidade de carga, descrita por uma equação.
A formulação matemática moderna das equações de Maxwell deve-se a Oliver Heaviside e Willard Gibbs, que em 1884 reformularam o sistema original de equações em uma representação mais simples, utilizando-se de cálculo vetorial. Maxwell também havia publicado seu trabalho, em 1873, utilizando notações com base em quaterniões, que acabou se tornando impopular. A mudança para notação vetorial produziu uma representação matemática simétrica que reforçava a percepção das simetrias físicas entre os vários campos. Esta notação altamente simétrica inspiraria diretamente o desenvolvimento posterior da física fundamental.
Como um dos resultados derivados das equações de Maxwell surge a velocidade das ondas eletromagnéticas, dada por {\displaystyle v=1/{\sqrt {\varepsilon _{0}\mu _{0}}}}. Como consequência, interpretações de físicos logo em seguida sugeriam que as equações de Maxwell expressariam o eletromagnetismo apenas no referencial inercial do éter luminífero. Naquela época, para os físicos, o éter luminífero seria o meio pelo qual a luz oscilaria como onda, assim como uma onda mecânica tendo como meio uma corda, e serviria como referencial absoluto para todo o Universo. O experimento conduzido por Albert Abraham Michelson e Edward Morley produziu um resultado nulo para a hipótese da mudança da velocidade da luz devido ao movimento hipotético da Terra através do éter. Porém, explicações alternativas foram buscadas por Lorentz, entre outros. Isto culminou na teoria de Albert Einstein da relatividade especial, que postulava a ausência de qualquer referencial absoluto e a invariância das equações de Maxwell em todos os referenciais.
As equações do campo eletromagnético têm uma íntima ligação com a relatividade especial: as equações do campo magnético podem ser derivadas de interpretações das equações do campo elétrico sob transformações relativísticas sob baixas velocidades. Na relatividade restrita, as equações são escritas em uma forma mais compacta, manifestamente covariante, em termos de um quadritensor da intensidade do campo antissimétrico de segunda ordem, que unifica os campos eléctrico e magnético em um único objecto.

## Descrição conceitual
Conceitualmente, as equações de Maxwell descrevem como cargas elétricas e correntes elétricas agem como fontes dos campos elétrico e magnético. Além do mais, as equações de Maxwell descrevem como um campo elétrico que varia no tempo gera um campo magnético que também varia no tempo, e vice-versa.
Das quatro equações, duas delas, a lei de Gauss e a lei de Gauss para o magnetismo, descrevem como os campos são gerados a partir de cargas. Para o campo magnético, como não há carga magnética, as linhas de campo magnético não começam nem terminam, ou seja, as linhas são como trajetórias fechadas.  As outras duas equações descrevem como os campos "circulam" em torno de suas respectivas fontes: o campo magnético "circula" em torno de correntes elétricas e de campos elétricos variantes com o decorrer do tempo, conforme a lei de Ampère com a correção do próprio Maxwell; campos elétricos "circulam" em torno de campos magnéticos que variam com o tempo, conforme a lei de Faraday.

### Lei de Gauss

Campo elétrico a partir de carga positiva para carga negativa.

A lei de Gauss, assim chamada em homenagem ao matemático e físico alemão Carl Friedrich Gauss,  descreve a relação entre um campo elétrico e as cargas elétricas geradoras do campo. Na descrição em termos de linhas de campo, as linhas de campo elétrico começam das cargas positivas e terminam nas cargas negativas. "Contando" o número de linhas de campo em uma superfície fechada, portanto, obtém-se o total de cargas inclusas naquela superfície. Mais tecnicamente, a lei de Gauss relaciona o fluxo elétrico através de qualquer superfície gaussiana fechada com a densidade de cargas elétricas contidas no interior do volume encerrado pela superfície gaussiana.

### Lei de Gauss para o magnetismo

Linhas do campo magnético produzido por uma corrente em dois fios condutores próximos. Acima, corrente para no sentido para cá; abaixo, corrente para lá.

A lei de Gauss para o magnetismo afirma que não há cargas ou monopolos magnéticos análogos às cargas elétricas. Em vez disso, o campo magnético é gerado por uma configuração chamada dipolo. Dipolos magnéticos são mais bem representadas como correntes fechadas, mas que lembram cargas magnéticas positivas e negativas inseparáveis, não tendo, portanto, nenhuma rede de cargas magnéticas. Em termos de linhas de campo, esta equação afirma que as linhas de campo magnético nunca começam ou terminam, mas que circulam. Em outras palavras qualquer linha de campo magnético que entra em um determinado volume ou material devem de alguma forma sair deste volume ou material. Em uma linguagem mais técnica, o fluxo magnético através de qualquer superfície gaussiana é zero, ou que o campo magnético é um campo vetorial solenoidal.

### Lei de Faraday

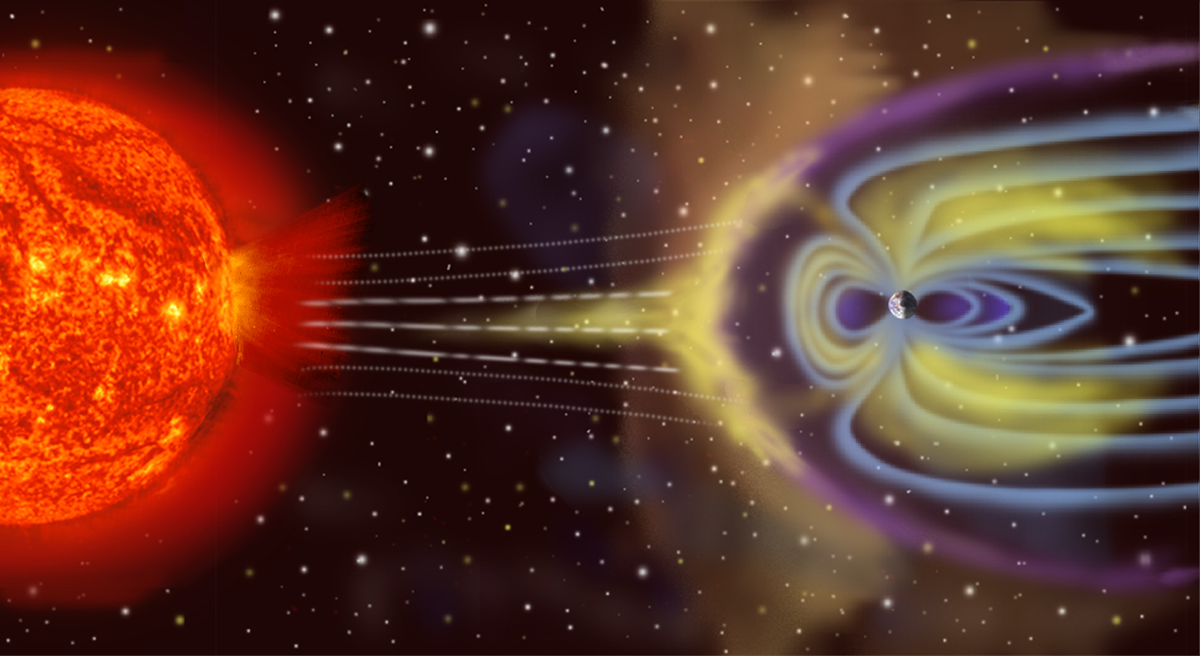
Concepção artística da magnetosfera terrestre sendo perturbada por ventos solares. Esta perturbação cria campo e corrente elétrica, que podem interferir e prejudicar as comunicações em torno e na Terra

A lei de Faraday, assim chamada em homenagem ao físico inglês Michael Faraday, descreve como um campo magnético que varia com o tempo cria, ou induz, um campo elétrico. Este aspecto da indução eletromagnética é o princípio operante por trás de muitos geradores elétricos. Por exemplo, um magneto em forma de barra, em rotação, cria um campo magnético que varia com o tempo, que por sua vez gera um campo elétrico que também varia com o tempo em um condutor próximo.
Há duas equações grandemente relacionadas que são chamadas de lei de Faraday. A forma usada nas equações de Maxwell é sempre válida, embora mais restrita do que a equação originalmente formulada por Faraday.

### Lei de Ampère com a correção de Maxwell

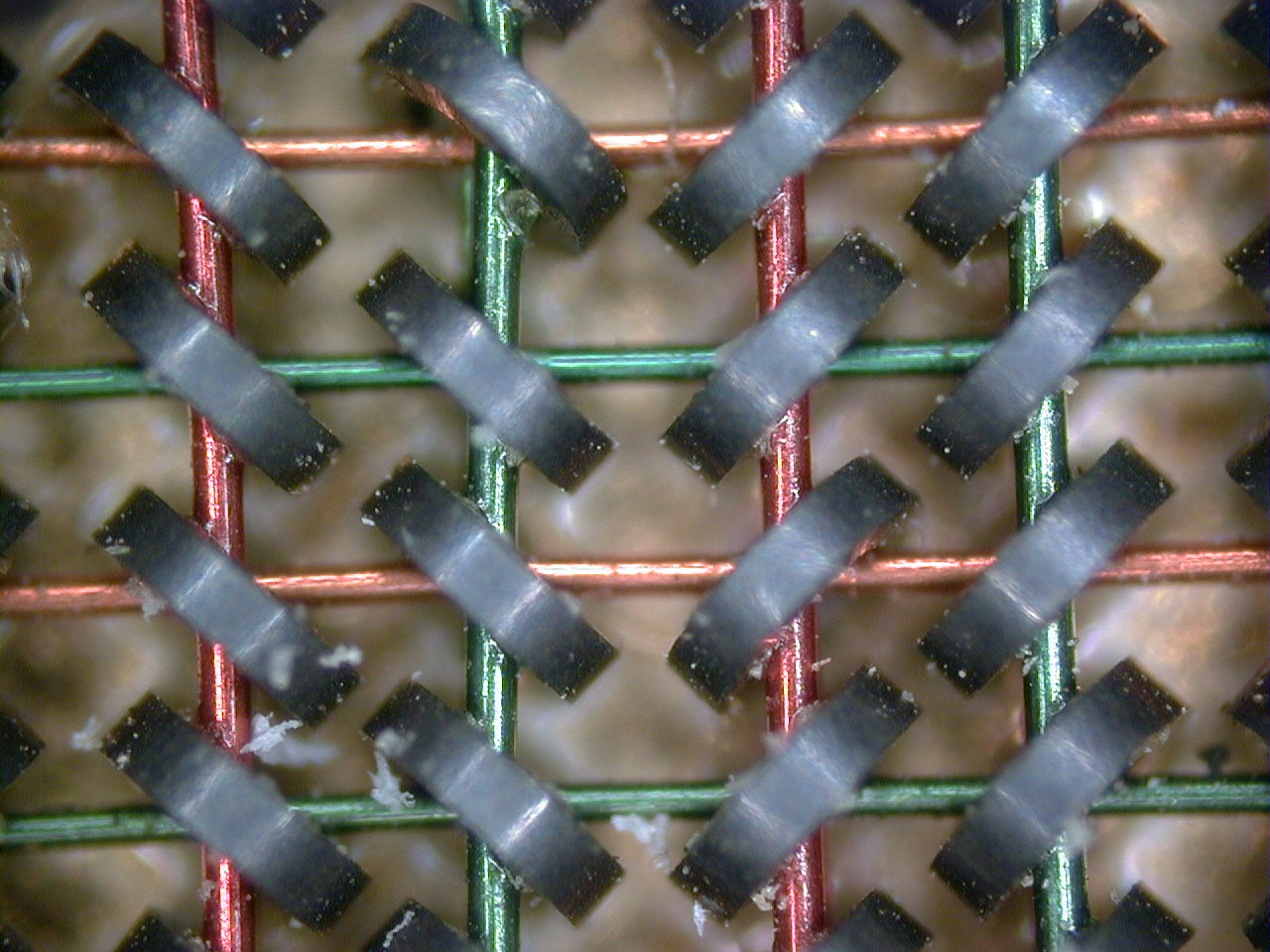
Memória de núcleo magnético de An Wang (1954), uma aplicação da lei de Ampère. Cada núcleo armazena um bit de memória

A lei de Ampère, assim chamada em homenagem ao físico francês André-Marie Ampère, afirma que campos magnéticos podem ser gerados em duas formas: através de correntes elétricas, que é a lei de Ampère original, e por campos elétricos que variam no tempo, que é a correção proposta por Maxwell.
A correção de Maxwell proposta à lei de Ampère é particularmente importante: significa que um campo magnético que varia no tempo cria um campo elétrico que varia no tempo, e que um campo elétrico que varia no tempo gera um campo magnético que varia no tempo. Portanto, estas equações descrevem a existência de "ondas eletromagnéticas" autossustentadas através do espaço vazio.
A velocidade calculada para as ondas eletromagnéticas, que podia ser prevista através de experimentos em cargas e correntes, coincide exatamente com a velocidade da luz. Portanto, a luz é uma forma de onda eletromagnética. Maxwell entendeu esta relação entre a luz e o eletromagnetismo em 1861, unificando, portanto, duas áreas da física até então distintas: o eletromagnetismo e a óptica.

## Formulação em termos de campo elétrico e magnético (microscópico ou no vácuo)
Na formulação do campo elétrico e magnético, existem quatro equações que determinam os campos para determinada carga e distribuição de corrente. Uma lei separada da natureza, a lei da força de Lorentz, descreve como, inversamente, o campo elétrico e magnético atua sobre partículas carregadas e correntes. Uma versão desta lei foi incluída nas equações originais por Maxwell mas, por convenção, ela foi excluída. Por formalismo de cálculo vetorial abaixo, devido a Oliver Heaviside, tornou-se padrão. É manifestamente rotativo invariante e, portanto, matematicamente muito mais transparente que as 20 equações originais de Maxwell em componentes x, y, z. As formulações relativísticas são ainda mais simétricas e manifestamente invariantes por Lorentz. Para as mesmas equações expressas usando cálculo tensorial ou formas diferenciais.
As formulações de equações diferenciais e integrais são matematicamente equivalentes e são úteis. A formulação integral relaciona campos dentro de uma região de espaço a campos no limite e pode freqüentemente ser usada para simplificar e calcular diretamente campos de distribuições simétricas de cargas e correntes. Por outro lado, as equações diferenciais são puramente locais e são um ponto de partida mais natural para o cálculo dos campos em situações mais complicadas (menos simétricas), por exemplo, usando a análise de elementos finitos.

### Tabela dos termos usados
A tabela a seguir fornece o significado de cada símbolo e da unidade SI de medida
| Símbolo                                                                                            | Significado (o primeiro termo é o mais comum) | Unidade SI de medida                                            |
| -------------------------------------------------------------------------------------------------- | --- | --------------------------------------------------------------- |
| {\displaystyle \mathbf {E} \ }                                                                     | Campo elétrico Também chamado de intensidade de campo elétrico                                                                                    | volt por metro newton por coulomb                               |
| {\displaystyle \mathbf {B} \ }                                                                     | Campo magnético Também chamado de indução magnética Densidade de campo magnético Densidade de fluxo magnético                                     | tesla weber por metro quadrado, volt-segundo por metro quadrado |
| {\displaystyle \mathbf {D} \ }                                                                     | Campo de deslocamento elétrico Também chamado de indução elétrica Densidade de fluxo elétrico                                                     | coulomb por metro quadrado newton por volt-metro                |
| {\displaystyle \mathbf {H} \ }                                                                     | Campo magnetizante Também chamado de campo magnético auxiliar Intensidade de campo magnético Campo magnético                                      | ampère por metro                                                |
| {\displaystyle \mathbf {\nabla \cdot } }                                                           | Operador divergência | "por metro"                                                     |
| {\displaystyle \mathbf {\nabla \times } }                                                          | Operador rotacional | "por metro"                                                     |
| {\displaystyle {\frac {\partial }{\partial t}}}                                                    | Derivada parcial com respeito ao tempo | "por segundo" hertz                                             |
| {\displaystyle \mathrm {d} \mathbf {A} }                                                           | Elemento vetoral diferencial da superfície "A", com magnitude infinitesimalmente pequena e direção normal à superfície "S"                        | metro quadrado                                                  |
| {\displaystyle \mathrm {d} \mathbf {l} }                                                           | Elemento vetorial diferencial do comprimento tangencial à curva                                                                                   | metro                                                           |
| {\displaystyle \varepsilon _{0}\ }                                                                 | Permissividade do vácuo, também chamada de constante elétrica, uma constante universal                                                            | farad por metro coulomb ao quadrado por newton metro quadrado   |
| {\displaystyle \mu _{0}\ }                                                                         | Permeabilidade do vácuo, também chamada de constante magnética, uma constante universal                                                           | henry por metro newton por ampère ao quadrado                   |
| {\displaystyle \ \rho _{f}\ }                                                                      | Densidade de carga livre (cargas ligadas) | coulomb por metro cúbico                                        |
| {\displaystyle \ \rho \ }                                                                          | Densidade de carga total (incluindo cargas livres e ligadas)                                                                                      | coulomb por metro cúbico                                        |
| {\displaystyle \mathbf {J} _{f}}                                                                   | Densidade de corrente livre (não incluindo correntes ligadas)                                                                                     | ampère por metro quadrado                                       |
| {\displaystyle \mathbf {J} }                                                                       | Densidade de corrente total (incluindo correntes livres e ligadas)                                                                                | ampère por metro quadrado                                       |
| {\displaystyle \,Q_{f}(V)}                                                                         | Rede de cargas elétricas livres dentro de um volume tridimensionalV (não incluindo cargas ligadas)                                                | coulomb                                                         |
| {\displaystyle \,Q(V)}                                                                             | Rede de cargas elétricas ligadas a um volume tridimensionalV (incluindo cargas livres e ligadas)                                                  | coulomb                                                         |
| {\displaystyle \oint _{\partial S}\mathbf {E} \cdot \mathrm {d} \mathbf {l} }                      | Integral de linha ao longo da fronteira ∂S de uma superfície S (∂S é sempre uma curva fechada - sem início nem fim).                              | joule por coulomb                                               |
| {\displaystyle \oint _{\partial S}\mathbf {B} \cdot \mathrm {d} \mathbf {l} }                      | Integral de linha do campo magnético sobre a fronteira fechada ∂S da superfície S                                                                 | tesla-metro                                                     |
| \oiint · {\displaystyle \partial V} · {\displaystyle \mathbf {E} \;\cdot \mathrm {d} \mathbf {A} } | O fluxo elétrico (integral de superfície do campo elétrico) por meio da superfície fechada {\displaystyle \partial V} (a fronteira do volume V)   | joule-metro por coulomb                                         |
| \oiint · {\displaystyle \partial V} · {\displaystyle \mathbf {B} \;\cdot \mathrm {d} \mathbf {A} } | O fluxo magnético (Integral de superfície do campo magnético) por meio da superfície fechada {\displaystyle \partial V} (a fronteira do volume V) | tesla-metro-quadrado ou weber                                   |
| {\displaystyle \iint _{S}\mathbf {B} \cdot \mathrm {d} \mathbf {A} =\Phi _{B,S}}                   | Fluxo magnético através de qualquer superfície S, não sendo necessariamente uma superfície fechada                                                | weber ou volt-segundo                                           |
| {\displaystyle \iint _{S}\mathbf {E} \cdot \mathrm {d} \mathbf {A} =\Phi _{E,S}}                   | Fluxo elétrico através de qualquer superfície S, não sendo necesariamente fechada                                                                 | joule-metro por coulomb                                         |
| {\displaystyle \iint _{S}\mathbf {D} \cdot \mathrm {d} \mathbf {A} =\Phi _{D,S}}                   | Fluxo de campo de deslocamento elétrico através de qualquer superfície S, não sendo necessariamente fechada                                       | coulomb                                                         |
| {\displaystyle \iint _{S}\mathbf {J} _{f}\cdot \mathrm {d} \mathbf {A} =I_{f,s}}                   | Rede de corrente elétrica livre passando através da superfície S (não incluindo correntes ligadas)                                                | ampère                                                          |
| {\displaystyle \iint _{S}\mathbf {J} \cdot \mathrm {d} \mathbf {A} =I_{S}}                         | Rede de corrente elétrica passando através da superfície S (incluindo correntes livres e ligadas)                                                 | ampère                                                          |

### Formulação em unidades SI
| Nome                                         | Equações integrais | Equações diferenciais |
| -------------------------------------------- | --- | --- |
| Lei de Gauss                                 | \oiint · {\displaystyle {\delta \Omega }} · {\displaystyle \mathbf {E} \;\cdot \mathrm {d} \mathbf {S} ={\frac {1}{\varepsilon _{0}}}\iiint _{\Omega }\rho dV} | {\displaystyle \nabla \cdot \mathbf {E} ={\frac {\rho }{\varepsilon _{0}}}}                                                              |
| Lei de Gauss para o magnetismo               | \oiint · {\displaystyle {\delta \Omega }} · {\displaystyle \mathbf {B} \;\cdot \mathrm {d} \mathbf {S} =0} | {\displaystyle \nabla \cdot \mathbf {B} =0}                                                                                              |
| Lei da Faraday de indução                    | {\displaystyle \oint _{\partial \Sigma }\mathbf {E} \cdot \mathrm {d} {\boldsymbol {l}}=-{\frac {\mathrm {d} }{\mathrm {d} t}}\iint _{\Sigma }\mathbf {B} \cdot \mathrm {d} \mathbf {S} } | {\displaystyle \nabla \times \mathbf {E} =-{\frac {\partial \mathbf {B} }{\partial t}}}                                                  |
| Lei circular de Ampère com adição de Maxwell | {\displaystyle {\begin{aligned}\oint _{\partial \Sigma }&\mathbf {B} \cdot \mathrm {d} {\boldsymbol {l}}=\\&\mu _{0}\left(\iint _{\Sigma }\mathbf {J} \cdot \mathrm {d} \mathbf {S} +\varepsilon _{0}{\frac {\mathrm {d} }{\mathrm {d} t}}\iint _{\Sigma }\mathbf {E} \cdot \mathrm {d} \mathbf {S} \right)\\\end{aligned}}} | {\displaystyle \nabla \times \mathbf {B} =\mu _{0}\left(\mathbf {J} +\varepsilon _{0}{\frac {\partial \mathbf {E} }{\partial t}}\right)} |

### Formulação em unidades gaussianas
As definições de carga, campo elétrico e campo magnético podem ser alteradas para simplificar o cálculo teórico, absorvendo fatores dimensionados de {\displaystyle \varepsilon _{0}\ \ e\ \ c} nas unidades de cálculo, por convenção. Com uma mudança correspondente na convenção para a lei de força de Lorentz, isto produz a mesma física, isto é, trajetórias de partículas carregadas, ou trabalho feito por um motor elétrico. Estas definições são frequentemente preferidas na física teórica e de alta energia onde é natural tomar o campo elétrico e magnético com as mesmas unidades, para simplificar a aparência do tensor eletromagnético: o objeto covariante de Lorentz unificando campo elétrico e magnético então conteria componentes com unidade e dimensão uniformes: Essas definições modificadas são convencionalmente utilizadas com as unidades gaussianas (CGS). Usando essas definições e convenções, coloquialmente "em unidades gaussianas", as equações de Maxwell se tornam
| Nome                                         | Equações integrais | Equações diferenciais |
| -------------------------------------------- | --- | --- |
| Lei de Gauss                                 | \oiint · {\displaystyle {\delta \Omega }} · {\displaystyle \mathbf {E} \;\cdot \mathrm {d} \mathbf {S} =4\pi \iiint _{\Omega }\rho dV} | {\displaystyle \nabla \cdot \mathbf {E} =4\pi \rho }                                                                                |
| Lei de Gauss para o magnetismo               | \oiint · {\displaystyle {\delta \Omega }} · {\displaystyle \mathbf {B} \;\cdot \mathrm {d} \mathbf {S} =0} | {\displaystyle \nabla \cdot \mathbf {B} =0}                                                                                         |
| Lei da Faraday de indução                    | {\displaystyle \oint _{\partial \Sigma }\mathbf {E} \cdot \mathrm {d} {\boldsymbol {\ell }}=-{\frac {1}{c}}{\frac {\mathrm {d} }{\mathrm {d} t}}\iint _{\Sigma }\mathbf {B} \cdot \mathrm {d} \mathbf {S} } | {\displaystyle \nabla \times \mathbf {E} =-{\frac {1}{c}}{\frac {\partial \mathbf {B} }{\partial t}}}                               |
| Lei circular de Ampère com adição de Maxwell | {\displaystyle {\begin{aligned}\oint _{\partial \Sigma }&\mathbf {B} \cdot \mathrm {d} {\boldsymbol {\ell }}=\\&{\frac {1}{c}}\left(4\pi \iint _{\Sigma }\mathbf {J} \cdot \mathrm {d} \mathbf {S} +{\frac {\mathrel {\mathrm {d} }}{\mathrm {d} t}}\iint _{\Sigma }\mathbf {E} \cdot \mathrm {d} \mathbf {S} \right)\end{aligned}}} | {\displaystyle \nabla \times \mathbf {B} ={\frac {1}{c}}\left(4\pi \mathbf {J} +{\frac {\partial \mathbf {E} }{\partial t}}\right)} |

Note-se que as equações são particularmente legíveis quando o comprimento e o tempo são medidos em unidades compatíveis como segundos e segundos-luz, isto é, em unidades tais que c = 1 unidade de comprimento / unidade de tempo. Desde 1983, os medidores e segundos são compatíveis, exceto pelo legado histórico, pois, por definição, c = 299 792 458 m/s (≈ 1,0 pés/nanossegundo).
Mudanças cosméticas adicionais, chamadas de racionalizações, são possíveis por fatores absorventes de 4π, dependendo se queremos que a lei de Coulomb ou a lei de Gauss se saiam bem, veja unidades de Lorentz-Heaviside (usadas principalmente na física de partículas). Na física teórica, muitas vezes é útil escolher unidades tais que a constante de Planck, a carga elementar e até mesmo a constante de Newton sejam 1.

## Relação entre formulações integrais e diferenciais
A equivalência das formulações integrais e diferenciais é consequência do Teorema da Divergência e do Teorema de Kelvin-Stokes.

### Fluxo e divergência

Volume Ω e sua superfície de contorno ∂Ω contendo (respectivamente incluindo) uma fonte (+) e um dissipador (-) de um campo vetorial F. Aqui, F poderia ser o campo E com cargas elétricas de origem, mas não o campo B, que não tem carga magnética como mostrado. A normal orientada para fora é n.

De acordo com o (puramente matemático) teorema de divergência de Gauss, o fluxo elétrico através da superfície de contorno ∂Ω pode ser reescrito como:
 {\displaystyle {\partial \Omega }} {\displaystyle \mathbf {E} \;\cdot \mathrm {d} \mathbf {S} =\iiint _{\Omega }\nabla \cdot E\,dV}
A versão integral da equação de Gauss pode ser reescrita como:
{\displaystyle \iiint _{\Omega }{\bigg (}\nabla \cdot E-{\frac {\rho }{\epsilon _{0}}}{\bigg )}\,dV=0}
Como Ω é arbitrário (por exemplo, uma pequena bola arbitrária com centro arbitrário), isso é satisfeito se e somente se, o integrando for zero. Esta é a formulação de equações diferenciais da equação de Gauss até um rearranjo trivial.
Da mesma forma, reescrever o fluxo magnético na lei de Gauss para o magnetismo em forma integral dá:
 {\displaystyle {\partial \Omega }} {\displaystyle \mathbf {B} \;\cdot \mathrm {d} \mathbf {S} =\iiint _{\Omega }\nabla \cdot B\,dV=0}
que é satisfeito por
{\displaystyle \nabla \cdot \mathbf {B} =0.}

### Circulação e rotacional

Superfície Σ com curva de controle fechada ∂Σ. F poderia ser os campos E ou B. Mais uma vez, n é a normal. (O rotacional de um campo vetorial não se parece literalmente com as "circulações", isso é uma representação heurística.)

Pelo teorema de Stokes podemos reescrever as integrais de linha dos campos ao redor da curva de controle fechada ∂Σ para uma integral da "circulação dos campos" (ou seja, seus rotacionais) sobre uma superfície que ela delimita, ou seja,
{\displaystyle \oint _{\partial \Sigma }\mathbf {B} \cdot \mathrm {d} {\boldsymbol {\ell }}=\iint _{\Sigma }(\nabla \times \mathbf {B} )\cdot \mathrm {d} \mathbf {S} ,}
Assim, a lei Ampere modificada na forma integral pode ser reescrita como
{\displaystyle \iint _{\Sigma }\left(\nabla \times \mathbf {B} -\mu _{0}\left(\mathbf {J} +\epsilon _{0}{\frac {\partial \mathbf {E} }{\partial t}}\right)\right)\cdot \mathrm {d} \mathbf {S} =0.}
Como Σ pode ser escolhido arbitrariamente, por ex. como um disco arbitrariamente pequeno, arbitrariamente orientado, e arbitrariamente centrado, podemos concluir que o integrando é zero se e somente se, a lei modificada de Ampère na forma de equações diferenciais for satisfeita. A equivalência da lei de Faraday na forma diferencial e integral segue da mesma forma.
As integrais de linha e rotacionais são análogos às grandezas na dinâmica clássica de fluidos: a circulação de um fluido é a integral da linha do campo de velocidade de fluxo do fluido em torno de um circuito fechado, e a vorticidade do fluido é o rotacional do campo de velocidade.

## Sumário de equações
As equações de Maxwell variam conforme o sistema de unidades usado. Embora a forma geral permaneça, várias definições são alteradas e diferentes constantes aparecem em diferentes lugares. As equações nesta seção são dadas no Sistema Internacional de Unidades (SI). Outras unidades comumente usadas são as unidades gaussianas, baseado no sistema CGS de unidades, as unidades de Lorentz-Heaviside, usado principalmente em física de partículas e as unidades naturais, conhecidas também como unidades de Planck, usada em física teórica.
Nas equações abaixo, símbolos em negrito representam grandezas vetoriais, e símbolos em itálico representam grandezas escalares. As definições dos termos usados abaixo são dadas logo abaixo em tabelas a parte.

### Tabela das equações "microscópicas"
| Nome                                      | Forma diferencial | Forma integral |
| ----------------------------------------- | --- | --- |
| Lei de Gauss                              | {\displaystyle {\vec {\nabla }}\cdot \mathbf {\vec {E}} ={\frac {\rho }{\varepsilon _{0}}}}                                                                         | \oiint · {\displaystyle {\partial V}} · {\displaystyle \mathbf {E} \;\cdot \mathrm {d} \mathbf {A} ={\frac {Q(V)}{\varepsilon _{0}}}}                                        |
| Lei de Gauss para o magnetismo            | {\displaystyle {\vec {\nabla }}\cdot \mathbf {\vec {B}} =0} | \oiint · {\displaystyle {\partial V}} · {\displaystyle \mathbf {B} \;\cdot \mathrm {d} \mathbf {A} =0}                                                                       |
| Lei de Faraday da indução                 | {\displaystyle {\vec {\nabla }}\times \mathbf {\vec {E}} =-{\frac {\partial \mathbf {\vec {B}} }{\partial t}}}                                                      | {\displaystyle \oint _{\partial S}\mathbf {\vec {E}} \cdot \mathrm {d} \mathbf {\vec {l}} =-{\frac {\partial \Phi _{B,S}}{\partial t}}}                                      |
| Lei de Ampère (com a correção de Maxwell) | {\displaystyle {\vec {\nabla }}\times \mathbf {\vec {B}} =\mu _{0}\mathbf {\vec {J}} +\mu _{0}\varepsilon _{0}{\frac {\partial \mathbf {\vec {E}} }{\partial t}}\ } | {\displaystyle \oint _{\partial S}\mathbf {\vec {B}} \cdot \mathrm {d} \mathbf {\vec {l}} =\mu _{0}I_{S}+\mu _{0}\varepsilon _{0}{\frac {\partial \Phi _{E,S}}{\partial t}}} |

### Tabela das equações "macroscópicas"
| Nome                                      | Forma diferencial                                                                                       | Forma integral |
| ----------------------------------------- | --- | --- |
| Lei de Gauss                              | {\displaystyle \nabla \cdot \mathbf {D} =\rho _{f}}                                                     | \oiint · {\displaystyle {\partial V}} · {\displaystyle \mathbf {D} \;\cdot \mathrm {d} \mathbf {A} =Q_{f}(V)}                    |
| Lei de Gauss para o magnetismo            | {\displaystyle \nabla \cdot \mathbf {B} =0}                                                             | \oiint · {\displaystyle {\partial V}} · {\displaystyle \mathbf {B} \;\cdot \mathrm {d} \mathbf {A} =0}                           |
| Lei de Faraday da indução                 | {\displaystyle \nabla \times \mathbf {E} =-{\frac {\partial \mathbf {B} }{\partial t}}}                 | {\displaystyle \oint _{\partial S}\mathbf {E} \cdot \mathrm {d} \mathbf {l} =-{\frac {\partial \Phi _{B,S}}{\partial t}}}        |
| Lei de Ampère (com a correção de Maxwell) | {\displaystyle \nabla \times \mathbf {H} =\mathbf {J} _{f}+{\frac {\partial \mathbf {D} }{\partial t}}} | {\displaystyle \oint _{\partial S}\mathbf {H} \cdot \mathrm {d} \mathbf {l} =I_{f,S}+{\frac {\partial \Phi _{D,S}}{\partial t}}} |

#### Unidades gaussianas
As equações de Maxwell são dadas normalmente no Sistema Internacional de Unidades (SI). No sistema gaussiano de unidades, as equações tomam forma mais simétrica. Os termos em negrito representam vetores:
{\displaystyle \nabla \cdot \mathbf {E} =4\pi \rho }
{\displaystyle \nabla \cdot \mathbf {B} =0}
{\displaystyle \nabla \times \mathbf {E} =-{\frac {1}{c}}{\frac {\partial \mathbf {B} }{\partial t}}}
{\displaystyle \nabla \times \mathbf {B} ={\frac {1}{c}}{\frac {\partial \mathbf {E} }{\partial t}}+{\frac {4\pi }{c}}\mathbf {J} }
Onde c é a velocidade da luz no vácuo. A simetria é mais aparente quando o campo eletromagnético é considerado no vácuo. As equações tomam a seguinte forma altamente simétrica:
{\displaystyle \nabla \cdot \mathbf {E} =0}
{\displaystyle \nabla \cdot \mathbf {B} =0}
{\displaystyle \nabla \times \mathbf {E} =-{\frac {1}{c}}{\frac {\partial \mathbf {B} }{\partial t}}}
{\displaystyle \nabla \times \mathbf {B} ={\frac {1}{c}}{\frac {\partial \mathbf {E} }{\partial t}}}
A força exercida por um campo elétrico e um campo magnético sobre uma partícula carregada é dada pela equação da força de Lorentz:
{\displaystyle \mathbf {F} =q\left(\mathbf {E} +{\frac {\mathbf {v} }{c}}\times \mathbf {B} \right),}
onde {\displaystyle q\ } é a carga da partícula e {\displaystyle \mathbf {v} \ } é a velocidade da partícula.  Note que esta é levemente diferente da expressão do SI acima. Por exemplo, aqui o campo magnético{\displaystyle \mathbf {B} \ } tem as mesmas unidades do campo elétrico {\displaystyle \mathbf {E} \ }.

### Em materiais lineares
Em materiais lineares, os campos D e H são relacionados a E e B por:
{\displaystyle \mathbf {D} =\varepsilon \mathbf {E} }
{\displaystyle \mathbf {B} =\mu \mathbf {H} }
nos quais:
ε é a constante dieléctrica ou permissividade elétrica.
μ é a permeabilidade magnética.
Isto pode ser estendido para materiais não-lineares, fazendo ε e μ dependentes da intensidade do campo. Por exemplo, o efeito Kerr, o efeito Pockels e materiais não-isotrópicos, ε e μ passam a ser tensores que mudam a direção do campo ao qual são aplicados.
Em meios isotrópicos e não dispersivos, ε e μ são escalares independentes do tempo, e as equações de Maxwell se reduzem a
{\displaystyle \nabla \cdot \varepsilon \mathbf {E} =\rho }
{\displaystyle \nabla \cdot \mathbf {B} =0}
{\displaystyle \nabla \times \mathbf {E} =-{\frac {\partial \mathbf {B} }{\partial t}}}
{\displaystyle \nabla \times \mathbf {B/\mu } =\mathbf {\mu J} +\varepsilon {\frac {\partial \mathbf {E} }{\partial t}}}
Em um meio uniforme, homogêneo, ε e μ são constantes independentes da posição, e podem portanto ser trocadas pelas derivadas espaciais.
De modo geral, ε e μ podem ser tensores de segunda ordem, descritos por matrizes 3×3, e descrevem materiais birrefringentes ou anisotrópicos.
Embora para muitos propósitos a dependência tempo/frequência destas constantes possa ser desprezada, todo material real exibe alguma dispersão material pela qual ε e/ou μ dependem da frequência, e a causalidade vincula esta dependência às relações de Kramers-Kronig.

### Vácuo
O vácuo é um meio linear, homogêneo e isotrópico, e suas constantes elétricas são designadas por ε0 e μ0, desprezando-se pequenas não-linearidades devido a efeitos quânticos. Caso não haja presença de correntes ou cargas elétricas, obtêm-se as equações de Maxwell no vácuo:
{\displaystyle \nabla \cdot \mathbf {E} =0}
{\displaystyle \nabla \cdot \mathbf {B} =0}
{\displaystyle \nabla \times \mathbf {E} =-{\frac {\partial \mathbf {B} }{\partial t}}}
{\displaystyle \nabla \times \mathbf {B} =\mu _{0}\varepsilon _{0}{\frac {\partial \mathbf {E} }{\partial t}}}
Estas equações têm uma solução simples em termos de ondas progressivas planas senoidais, com as direções dos campos elétricos e magnéticos ortogonais um ao outro e à direção do deslocamento, e com os dois campos em fase:
{\displaystyle \nabla \times \nabla \times \mathbf {E} =\nabla (\nabla \cdot \mathbf {E} )-\nabla ^{2}\mathbf {E} =\nabla \times \left(-{\frac {\partial \mathbf {B} }{\partial t}}\right)=-{\frac {\partial \nabla \times \mathbf {B} }{\partial t}}}
{\displaystyle \nabla \times \nabla \times \mathbf {B} =\nabla (\nabla \cdot \mathbf {B} )-\nabla ^{2}\mathbf {B} =\nabla \times \left(\mu _{0}\varepsilon _{0}{\frac {\partial \mathbf {E} }{\partial t}}\right)=\mu _{0}\varepsilon _{0}{\frac {\partial \nabla \times \mathbf {E} }{\partial t}}}
Mas:
{\displaystyle 0-\nabla ^{2}\mathbf {E} =-{\frac {\partial }{\partial t}}\left(\mu _{0}\varepsilon _{0}{\frac {\partial \mathbf {E} }{\partial t}}\right)}
{\displaystyle 0-\nabla ^{2}\mathbf {B} =\mu _{0}\varepsilon _{0}{\frac {\partial }{\partial t}}\left(-{\frac {\partial \mathbf {B} }{\partial t}}\right)}
O que permite obter a equação da onda eletromagnética:
{\displaystyle \nabla ^{2}\mathbf {E} =\mu _{0}\varepsilon _{0}{\partial ^{2}\mathbf {E}  \over \partial t^{2}}}
{\displaystyle \nabla ^{2}\mathbf {B} =\mu _{0}\varepsilon _{0}{\partial ^{2}\mathbf {B}  \over \partial t^{2}}}
De onde se obtém a velocidade da onda eletromagnética (c):
{\displaystyle v={\frac {1}{\sqrt {\mu _{0}\varepsilon _{0}}}}}
Maxwell percebeu que essa quantidade "v" poderia estar relacionada à velocidade da luz no vácuo, e concluiu que a própria luz poderia ser uma forma de radiação eletromagnética, confirmada por Heinrich Hertz em 1888.

## Detalhamento

### Densidade de carga e campo elétrico
A forma integral equivalente (dada pelo teorema da divergência), também conhecida como lei de Gauss, é:
{\displaystyle Q_{\text{englobado}}=\int \!\!\!\int \!\!\!\int _{V}\rho dV}
pelo teorema da divergência: 
{\displaystyle \int \!\!\!\int \!\!\!\int _{V}\nabla \cdot \mathbf {D} dV=\int \!\!\!\oint _{S}\mathbf {D} \cdot d\mathbf {A} }
e pela Lei de Gauss:
{\displaystyle \int \!\!\!\oint _{A}\mathbf {D} \cdot d\mathbf {A} =Q_{\text{englobado}}}
logo
{\displaystyle \int \!\!\!\oint _{A}\mathbf {D} \cdot d\mathbf {A} =\int \!\!\!\int \!\!\!\int _{V}\nabla \cdot \mathbf {D} dV}
onde {\displaystyle d\mathbf {A} } é a área de um quadrado diferencial numa superfície fechada A com uma normal dirigida para fora definindo sua direção, e {\displaystyle Q_{\text{englobado}}} é a carga livre abrangida pela superfície.
portanto:
{\displaystyle \int \!\!\!\int \!\!\!\int _{V}\nabla \cdot \mathbf {D} dV=\int \!\!\!\int \!\!\!\int _{V}\rho dV}  logo {\displaystyle \longrightarrow } {\displaystyle \nabla \cdot \mathbf {D} =\rho },
onde {\displaystyle {\rho }} é a densidade volumétrica de carga elétrica livre (SI: C/m3), não incluindo dipolos de cargas ligadas no material, e {\displaystyle \mathbf {D} } é a densidade superficial de carga elétrica (SI: C/m2). Esta equação corresponde à lei de Coulomb para cargas estacionárias no vácuo.
Em um material linear, {\displaystyle \mathbf {D} } está diretamente relacionado ao campo elétrico {\displaystyle \mathbf {E} } por meio de uma constante dependente do material chamada permissividade {\displaystyle \epsilon }:
{\displaystyle \mathbf {D} =\varepsilon \mathbf {E} }.
Qualquer material pode ser tratado como linear, desde que o campo elétrico não seja extremamente intenso. A permissividade do espaço livre é referida como {\displaystyle \epsilon _{0}}, e aparece em:
{\displaystyle \nabla \cdot \mathbf {E} ={\frac {\rho _{t}}{\varepsilon _{0}}}}
onde, novamente, {\displaystyle \mathbf {E} } é o campo elétrico (SI: V/m), {\displaystyle \rho _{t}} é densidade de carga total, incluindo as cargas ligadas, e {\displaystyle \epsilon _{0}} (aproximadamente 8,854 pF/m) é a permissividade do vácuo.  {\displaystyle \epsilon } também pode ser escrito como {\displaystyle \varepsilon _{0}\cdot \varepsilon _{r}}, onde {\displaystyle \epsilon _{r}} é a permissividade relativa do material ou sua  constante dieléctrica.

### Estrutura do campo magnético
{\displaystyle \nabla \cdot \mathbf {B} =0}
{\displaystyle \mathbf {B} } é a densidade de fluxo magnético (SI: tesla, T), também chamada a indução magnética.
A sua forma integral equivalente é:
{\displaystyle \int \!\!\!\oint _{S}\mathbf {B} \cdot d\mathbf {A} =0}
{\displaystyle d\mathbf {A} } é a área de um quadrado diferencial {\displaystyle A} com uma normal superficial apontando para fora, definindo sua direção. Semelhantemente à forma integral do campo elétrico, esta equação funciona somente se a integral for calculada sobre uma superfície fechada.
Esta equação é relacionada à estrutura do campo magnético porque,
dado o elemento de volume, a magnitude líquida dos componentes vectoriais que apontam para fora da superfície deve ser igual à magnitude dos componentes vectoriais que apontam para dentro. E, estruturalmente, isto significa que as linhas do campo magnético devem ser linhas ou trajetórias fechadas. Outra maneira de se afirmar isto é que as linhas de campo não podem se originar de outro lugar. Esta é a formulação matemática da hipótese de que não há monopolos magnéticos.

### Campos magnéticos e elétricos variáveis
{\displaystyle \nabla \times \mathbf {E} =-{\frac {\partial \mathbf {B} }{\partial t}}}
Usando a forma integral equivalente e usando o teorema de Stokes, temos:
{\displaystyle \oint _{c}\mathbf {E} \cdot d\mathbf {l} =\int \!\!\!\int _{S}\nabla \times \mathbf {E} \cdot d\mathbf {A} }
e como pela lei de Faraday :
{\displaystyle \oint _{c}\mathbf {E} \cdot d\mathbf {l} =-{\frac {\partial \Phi _{\mathbf {B} }}{\partial t}}} onde {\displaystyle \Phi _{\mathbf {B} }=\int \!\!\!\int _{S}\mathbf {B} \cdot d\mathbf {A} }
logo
{\displaystyle \oint _{c}\mathbf {E} \cdot d\mathbf {l} =\int \!\!\!\int _{S}\nabla \times \mathbf {E} \cdot d\mathbf {A} =-{\frac {\partial }{\partial t}}\int \!\!\!\int _{S}\mathbf {B} \cdot d\mathbf {A} =\int \!\!\!\int _{S}-{\frac {\partial \mathbf {B} }{\partial t}}\cdot d\mathbf {A} }
onde
ΦB é o fluxo magnético através da área A descrita pela segunda equação
E é o campo elétrico gerado pelo fluxo magnético
c é um contorno fechado na qual a corrente é induzida, tal como um fio.
S é a superfície enlaçada pela curva c.
A força eletromotriz, algumas vezes denotada como {\displaystyle {\mathcal {E}}} e não deve ser confundida com a permissividade acima, é igual ao valor desta integral. Esta lei corresponde à lei de Faraday de indução eletromagnética.
Esta equação relaciona os campos elétrico e magnético, mas isso também tem várias aplicações práticas. Esta equação descreve como motores elétricos e geradores elétricos trabalham. Especificamente, isto demonstra que a voltagem pode ser gerada pela variação do fluxo magnético passando através de uma dada área no tempo, tal como acontece com uma espira girando uniformemente através de um campo magnético fixado.
Em um motor ou gerador, a excitação fixa é fornecida pelo circuito de campo e a voltagem variável é medida pelo circuito da  armadura. Em alguns tipos de motores/geradores, o circuito de campo é montado sobre o rotor e o circuito da armadura é montado sobre o estator, mas outros tipos de motores/geradores empregam a configuração contrária.

### Fonte do campo magnético
{\displaystyle \nabla \times \mathbf {H} =\mathbf {J} +{\frac {\partial \mathbf {D} }{\partial t}}}
onde H é a intensidade de campo magnético (SI: A/m), relacionado ao campo magnético B por uma constante chamada permeabilidade magnética μ (B = μH), e J é a densidade de corrente elétrica, definida por:{\displaystyle \mathbf {J} =\rho _{q}\mathbf {v} }, onde v é o campo vetorial chamado de velocidade de arraste que descreve as velocidades de um portador de carga que tem uma densidade descrita pela função escalar {\displaystyle \rho _{q}}.
Utilizando o Teorema de Stokes temos:
{\displaystyle \oint _{c}\mathbf {H} \cdot d\mathbf {l} =\int \!\!\!\int _{S}\nabla \times \mathbf {H} \cdot d\mathbf {A} }
logo:
{\displaystyle \oint _{c}\mathbf {H} \cdot d\mathbf {l} =\int \!\!\!\int _{S}(\mathbf {J} +{\frac {\partial \mathbf {D} }{\partial t}})\cdot d\mathbf {A} }
Lei de Ampere: {\displaystyle \oint _{c}\mathbf {H} \cdot d\mathbf {l} =\int \!\!\!\int _{S}\mathbf {J} \cdot d\mathbf {A} =I_{\text{circulada}}}
Complemento a Lei de Ampere, temos a contribuição de Maxwell: {\displaystyle \int \!\!\!\int _{S}{\frac {\partial \mathbf {D} }{\partial t}}\cdot d\mathbf {A} }
{\displaystyle \oint _{c}\mathbf {H} \cdot d\mathbf {l} =I_{\text{circulada}}+\int \!\!\!\int _{S}{\frac {\partial \mathbf {D} }{\partial t}}\cdot d\mathbf {A} }
Icirculada é a corrente circulada pela curva c (a corrente através de qualquer superfície é definida pela equação:
{\displaystyle I_{\text{passa por S}}=\int \!\!\!\int _{S}\mathbf {J} \cdot d\mathbf {A} }.
No vácuo, a permeabilidade μ é a permeabilidade do espaço vazio, μ0, que é definida como sendo exactamente  4π×10−7 W/A m.  Também, a permissividade torna-se a permissividade ε0. Portanto, no vácuo, a equação torna-se:
{\displaystyle \nabla \times \mathbf {B} =\mu _{0}\mathbf {J} +\mu _{0}\varepsilon _{0}{\frac {\partial \mathbf {E} }{\partial t}}}
Usando a forma integral equivalente:
{\displaystyle \oint _{c}\mathbf {B} \cdot d\mathbf {l} =\int \!\!\!\int _{S}\nabla \times \mathbf {B} \cdot d\mathbf {A} =\int \!\!\!\int _{S}(\mu _{0}\mathbf {J} +\mu _{0}\varepsilon _{0}{\frac {\partial \mathbf {E} }{\partial t}})\cdot d\mathbf {A} =\mu _{0}I_{\text{circulada}}+\mu _{0}\varepsilon _{0}\int \!\!\!\int _{S}{\frac {\partial \mathbf {E} }{\partial t}}\cdot d\mathbf {A} }
s é a aresta de uma superfície A, onde qualquer superfície com a curva s como sendo sua aresta deverá servir, e Icirculada é a corrente circulada pela curva s. A corrente através de qualquer superfície é definida pela equação:
Iatravés de A =∫AJ dA. Se a densidade de fluxo elétrico não variar muito rapidamente, o segundo termo do membro direito, o fluxo de deslocamento, é desprezível, e a equação se reduz à lei de Ampère.

## Equações de Maxwell na relatividade especial
Na relatividade especial, para expressar mais claramente o fato de que as equações de Maxwell no vácuo tomam a mesma forma em todos os sistemas de coordenadas inerciais, as equações de Maxwell são escritas em termos de quadrivetores e quadritensores na forma manifestamente covariante:
{\displaystyle J^{\beta }=\partial _{\alpha }F^{\alpha \beta }\,\!},
e
{\displaystyle 0=\partial _{\gamma }F_{\alpha \beta }+\partial _{\beta }F_{\gamma \alpha }+\partial _{\alpha }F_{\beta \gamma }\,\!}
onde J é a quadricorrente, F é o tensor intensidade de campo ou tensor de Faraday, escrito como uma matriz 4 × 4 , e {\displaystyle \partial _{\alpha }=(\partial /\partial ct,\nabla )} é o quadrigradiente, tal que {\displaystyle \partial _{\alpha }\partial ^{\alpha }} é o operador d'Alembertiano.  O α na primeira equação é implicitamente somado de acordo com a convenção da notação de Einstein. A primeira equação tensorial expressa as duas equações inomogêneas de Maxwell: lei de Gauss  e a lei de Ampère com a correção de Maxwell. A segunda equação expressa as outras duas equações homogêneas: a lei de indução de Faraday e a ausência de monopólos magnéticos.
Mais explicitamente, J = (cρ, J), um  vetor contravariante, em termos da densidade de carga ρ e a densidade de corrente J. Em termos de quadripotencial, como um vetor contravariante, {\displaystyle {\tilde {A}}^{\alpha }=\left(\phi ,\mathbf {A} c\right)}, onde φ é o potencial elétrico e A é o potencial vetor magnético pelo calibre de Lorentz  {\displaystyle \left(\partial _{\alpha }{\tilde {A}}^{\alpha }=0\right)}, F pode ser expresso como:
{\displaystyle F^{\alpha \beta }=\partial ^{\alpha }{\tilde {A}}^{\beta }-\partial ^{\beta }{\tilde {A}}^{\alpha }\,\!}
o que conduz a uma matriz 4 × 4 (tensor de segunda ordem):
{\displaystyle F^{\alpha \beta }=\left({\begin{matrix}0&-E_{x}&-E_{y}&-E_{z}\\E_{x}&0&-B_{z}&B_{y}\\E_{y}&B_{z}&0&-B_{x}\\E_{z}&-B_{y}&B_{x}&0\end{matrix}}\right).}
O fato de que ambos os campos elétrico e magnético são combinados em um único tensor, que expressa que, de acordo com a relatividade, ambos os campos são diferentes aspectos da mesma coisa. E assim pela troca dos referenciais, o que parecia ser um campo elétrico em um referencial se afigura como um campo magnético em outro referencial, e vice-versa.
Note que diferentes autores algumas vezes empregam diferentes convenções de sinal para os tensores e quadrivetores, o que não afeta a interpretação física.  Note também que Fαβ e Fαβ  não são os mesmos: eles são as formas do tensor contravariante e covariante , relacionados  pelo  tensor métrico g. Na relatividade especial o tensor métrico introduz as mudanças de sinal em algumas componentes de F; dualidades métricas mais complexas são encontradas na relatividade geral.

## Equações de Maxwell no vácuo
No vazio, onde não existem cargas nem correntes, podem ainda existir campos elétrico e
magnético. Nesse caso, as quatro equações de Maxwell são:
| {\displaystyle \Phi _{\mathrm {e} }({\text{Sup. fechada}})=0} |

| {\displaystyle \Phi _{\mathrm {m} }({\text{Sup. fechada}})=0} |

| {\displaystyle \oint _{\mathrm {C} }{\vec {E}}\cdot d{\vec {r}}=-{\frac {d\Phi _{\mathrm {m} }}{d_{t}}}} |

| {\displaystyle \oint _{\mathrm {C} }{\vec {B}}\cdot d{\vec {r}}={\frac {k_{\mathrm {m} }}{k}}\,{\frac {d\Phi _{\mathrm {e} }}{d_{t}}}} |

O único parâmetro nessas equações é a constante {\displaystyle k_{\mathrm {m} }/k}. No
sistema internacional de unidades, o valor dessa constante é:
{\displaystyle {\frac {k_{\mathrm {m} }}{k}}={\frac {10^{-7}\;\mathrm {T} \cdot \mathrm {m} \cdot \mathrm {A} ^{-1}}{9\times 10^{9}\;\mathrm {N} \cdot \mathrm {m} ^{2}\cdot \mathrm {C} ^{-2}}}={\frac {1}{9\times 10^{16}}}\;{\frac {\mathrm {s} ^{2}}{\mathrm {m} ^{2}}}}
que é exatamente igual ao inverso do quadrado da velocidade da luz {\displaystyle c=3\times 10^{8}\;\mathrm {m} /\mathrm {s} }:
{\displaystyle {\frac {k_{\mathrm {m} }}{k}}={\frac {1}{c^{2}}}}
Na época de Maxwell, meados do século XIX, a velocidade da luz já tinha sido medida com precisão dando exatamente o mesmo valor que acabamos de calcular a partir da constante de Coulomb e da constante magnética. Assim, Maxwell concluiu que a luz deveria ser uma onda eletromagnética, composta por campos elétrico e magnético que se propagam no espaço.

## Formas diferenciais
No  vácuo, onde ε e μ são  constantes em toda parte, as equações de Maxwell simplificam-se consideravelmente uma vez que se use a linguagem da geometria diferencial e formas diferenciais. Com isso, os campos elétrico e magnético são conjuntamente descritos por uma  2-forma  em um  espaçotempo quadridimensional, a qual é usualmente chamada F. As equações de Maxwell então se reduzem à identidade de Bianchi
{\displaystyle d\mathbf {F} =0}
onde d é a derivada exterior, e a equação fonte
{\displaystyle d*\mathbf {F} =*\mathbf {J} }
onde o asterisco * é a  estrela de Hodge. Aqui, os campos são representados em unidades naturais onde ε0 é 1. Aqui, J é a 1-forma, chamada de corrente elétrica, que satisfaz a equação da continuidade
{\displaystyle d*\mathbf {J} =0}

## Espaço fibrado
A formulação mais concisa e abrangente das equações de Maxwell e da eletrodinâmica clássica em geral é como um  espaço fibrado com fibra U(1). A conexão no espaço fibrado é d+A com A sendo o quadrivetor compreendendo o  potencial elétrico e o potencial vetor magnético. A curvatura da conexão F=dA é a intensidade de campo.  Há um resultado criticamente importante dentro do conceito de espaço fibrado que mostra que esta é a abordagem correta: a holonomia em um espaço fibrado descreve o efeito Aharonov-Bohm. Embora o efeito Aharonov-Bohm seja algumas vezes admitido como um efeito quântico, sua explicação não requer qualquer quantização do campo eletromagnético. O efeito pode ser entendido em termos puramente clássicos como a holonomia de uma curva em um espaço fibrado. Sem a formulação do espaço fibrado, o efeito Aharonov-Bohm parece ser uma fantasmagórica ação a distância, inexplicável pelas tradicionais equações de Maxwell.